# عهد السيادة
عهد السيادة (باللاتينية: Dominate) أو الإمبراطورية الرومانية المتأخّرة (امتدَّ من 284 - 1453 م) كان عهد الاستبداد المتأخر من تاريخ الإمبراطورية الرومانية، وقد جاء في أعقاب عهد الزعامة الذي أنهته أزمة القرن الثالث بين عامي 235 و284م، وقد امتدَّ عهد السيادة رسمياً حتى انهيار الإمبراطورية البيزنطية إثر فتح القسطنطينية العثماني في سنة 1453م. سقطت الإمبراطورية الغربية سريعاً بحلول القرن الخامس، أما جانبها الشرقي (البيزنطي) فقد تحوَّل - وخصوصاً منذ عهد جستنيان الأول - إلى ملكية مطلقة أوتوقراطية.
اشتقَّ اسم هذه الفترة من الكلمة اللاتينية dominus، والتي تعني «سيداً» أو «حاكماً». بالأصل، كان العبيد يستعملون هذه الكلمة كلقبٍ لأسيادهم. لكن ومنذ عهد السلالة الأولى من السلالة اليوليوكلاودية، أصبح الأباطرة يطالبون أتباعهم أحياناً بتسميتهم بهذا المصطلح، وعلى وجه الخصوص، يُقَال أن الإمبراطور تيبيريوس فرض هذا اللفظ كلقبٍ له. أصبحت اللفظة دارجةً منذ عهد ديوكلتيانوس، ولذلك فإنه يعد أحياناً الإمبراطور الأول في عهد السيادة، فقد شهد عهده تعظيماً كبيراً لصورة الإمبراطور وتوسيعاً لسلطاته الشكلية،
لكن ومقارنة بفترة الزعامة السابقة لها، لم يحصل أباطرة عهد السيادة الرومان على تقديسٍ إلهي، عدا عن أول عقدين من هذا العهد، اللَّذين انتشر خلالهما الدين المسيحيّ.

## التاريخ
طوال عهد الزعامة، لم يحاول أباطرة روما إلغاء دستور الجمهورية الرومانية القديم بصورةٍ رسمية قطّ. عوضاً عن ذلك، نُقِّح الدستور السابق بطريقةٍ تجعله يحتفظ بواجهة شكلية للجمهورية الرومانية الزائلة. فقد حاول أباطرة عهد الزعامة عموماً تقليد أغسطس بالجهاد للحفاظ على البقايا الشكلية للجمهورية القديمة، حيث وضعوا حمل العديد من المهام العسكرية والمدنية على أشخاص قليلين، بينما أخفوا سلطاتهم الأوتوقراطية المطلقة وراء واجهة الجمهورية القديمة، ومن أمثلة ذلك حفاظهم على وجود مجلس الشيوخ والقناصل. إلا أنَّ هذه المظاهر انتهت بمجيء أزمة القرن الثالث، حيث جاء عهد الإمبراطور ديوكلتيانوس الذي ألغى جميع مظاهر الجمهورية المتبقّية، وجاء بنظام حكمٍ جديد يتقاسم فيه الحكم أربعة رجال، عرف باسم الحكم الرباعي.

## الانتقال من عهد الزعامة
برز نظام الحكم في عهد السيادة ردًا على 50 سنة من الفوضى، وهي الفترة التي يُشار إليها باسم أزمة القرن الثالث. كشفت الضغوطات والإجهادات التي شهدتها الدولة الرومانية في تلك الفترة عن ضعفها إبان عهد الزعامة، فتميّزت أزمة القرن الثالث بالاستيلاء الدائم على العرش وبروز التمردات العسكرية واندلاع النزاعات العسكرية على عدة جبهات في آنٍ واحد. شهدت هذه الفترة حركة الانتقال التدريجي من النموذج الجماعي للحكم، والذي وُجد سابقًا قبل العام 235 ميلادي، إلى نسخة أوتوقراطية بصورة رسمية بدأت بعد العام 285 ميلادي. شهدت تلك الفترة، بالمعنى العام، الإقصاء التدريجي لدور نخب مجلس الشيوخ من القيادات العسكرية العليا، وبروز تنظيمات الفرسان أو الإكوايتس بالتوازي مع ذلك، بالإضافة إلى إعادة تنظيم القوات المسلحة وتأسيس جيوش ميدانية متنقلة، وإدخال تغييرات على اللباس الإمبراطوري والمظاهر الاحتفالية، وانتهاج سياسة دينية تهدف إلى تحقيق الوحدة الدينية، وإجراء إصلاحات مالية على نطاق واسع، وخلق بيروقراطية مدنية في كامل أنحاء الإمبراطورية.
يُعد ديوكلتيانوس عادةً مؤسس عهد السيادة، لكن أصول هذه الفترة تعود إلى ما استحدثه الأباطرة السابقون، خصوصًا التغييرات التي اتخذها أوريليان (270-275 ميلادي)، وتلك التي اتُخذت في عهد غالينوس، والتغييرات التي طرأت في عهد تراجان حين مُنح «الفرسان أو طبقة الإكوايتس أهمية متزايدة في إدارة روما والإمبراطورية». لم تكن كافة التغييرات التي أنتجت عهد السيادة مكتملة بحلول فترة تنازل ديوكلتيانوس عن الحكم في عام 305 ميلادي، فطرح قسطنطين العظيم العديد من التغييرات، وأجرى تعديلات على قوانين سابقة. وفق ذلك، اكتملت الإصلاحات التي أدت إلى بروز عهد السيادة بحلول العام 337 إلى حد كبير، وهذا مشابهٌ لبروز عهد الزعامة الذي استغرق ظهوره فترة -منذ عام 31 قبل الميلاد إلى 14 ميلادي.

يقول المؤرخ جون بانيل بيوري أن نظام الحكومة الروماني
«شُيّد باهتمام فائق في التفاصيل، فكان حلّ مشكلة عصيّة تتمثل بالحفاظ على تماسك إمبراطورية ضخمة غير متجانسة، يهددها خطر التفكك والإفلاس، وهي إمبراطورية ليست بالصغيرة جغرافيًا، مجبرة على الدفاع عن 4 جبهات طويلة، بالإضافة إلى العديد من الجبهات الأخرى الأصغر. لهذا السبب، اقتُرحت فكرة حكم هذه الدولة الكبيرة عبر آليتين مستقلتين متشابهتين تمامًا، ومن بؤرتين مختلفتين لا مركزٍ واحد، ومن دون التضحية بوحدة هذه الدولة، وكانت تلك الفكرة تجربةً جديدة كليًا ومثيرة للاهتمام. كان أداء هاتين الآلتين البيروقراطيّتين جيدًا إلى حدٍّ ما، وربما كان أداؤهما جبارًا لو أدارهما ملوكٌ ذوي قدرات أسمى. عانت البيروقراطية من بعض العيوب والتشوهات، خصوصًا في مجال الاقتصاد والمال، لكن الكيان السياسي الذي ابتدعه الأباطرة الإيليريّون لا يقل شأنًا عبقرية روما».